# آفريل أندرسون
آفريل أندرسون (بالإنجليزية: Avril Anderson)‏ هي ملحنة بريطانية، ولدت في 10 يونيو 1953.